# وینتر پارک (فلوریدا)
وینتر پارک (به انگلیسی: Winter Park) شهری در شهرستان اورنج ایالت فلوریدا است که در سال ۱۸۸۷ بنیان‌گذاری شده‌است. این شهر طبق سرشماری سال ۲۰۱۰ میلادی، ۲۷٬۸۵۲ نفر جمعیت داشته و مساحت آن نیز ۲۲٫۴ کیلومتر مربع است.